# Waarneming (perceptie)

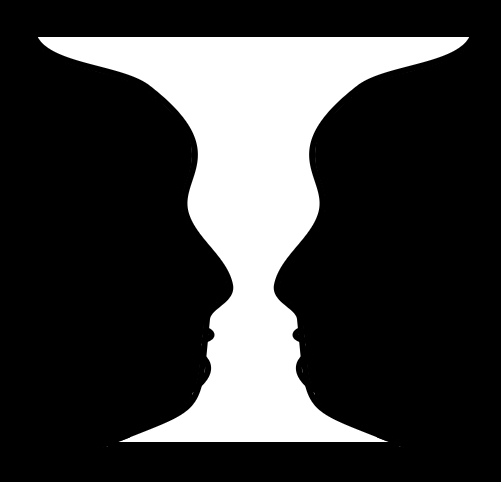
Vaas van Rubin

Waarneming of perceptie is het cognitief proces van het verwerven, registreren, interpreteren, selecteren en ordenen van zintuiglijke informatie.

## Vormen van waarneming

### Zintuiglijke waarneming
Gewaarwording van prikkels geschiedt via de verschillende zintuigen, in de vorm van het zien, horen, voelen, proeven of ruiken. Het eerste contact maken de betreffende prikkels daarbij met de receptoren in het betreffende oog-, oor-, tast- of reukorgaan. Deze organen zetten fysische energie, zoals licht, geluid, druk, kou of warmte, om in stromen van fysiologische activiteit. De verschillende zintuigstromen worden vervolgens door aparte gebieden in de hersenen verwerkt: de verschillende sensorische gebieden of projectiegebieden. In deze hersengebieden worden vooral de elementaire kenmerken of details, van prikkels uit de buitenwereld geanalyseerd, zoals kleur, vorm, beweging, contouren maar ook klanken, toonhoogte. Vooral de visuele waarneming (het zien) is wetenschappelijk goed in kaart gebracht.
Waarneming is het actieve cognitieve proces dat de gewaarwording interpreteert. Om het verschil tussen waarneming en gewaarwording beter te begrijpen, wordt onderscheid gemaakt tussen een proximale stimulus - de informatie die via de zintuigen in de hersenen binnenkomt, en de distale stimulus - het effectieve object. Bij gewaarwording ligt de focus geheel op de proximale stimulus. Waarneming is het proces waarbij op basis van de proximale stimulus de meest waarschijnlijke distale stimulus wordt geschat.

### Hogere waarneming
Waarneming is niet alleen een passief kopiëren van indrukken van de zintuigen, maar ook het actief interpreteren van de buitenwereld. Een voorbeeld hiervan zijn ambigue figuren. Dit zijn figuren die op twee manieren kunnen worden gezien. Een bekend voorbeeld is de vaas van Rubin waarin afwisselend twee gezichten of een vaas kan worden herkend. Uit dit voorbeeld blijkt dat de waarneming ook wordt gestuurd door kennis van de buitenwereld. Deze hogere, of hogere-ordewaarneming speelt vooral een rol bij het herkennen van complexe objecten of voorwerpen. Het gaat hierbij grofweg om vast te stellen wat een voorwerp is, of waar het zich in de ruimte bevindt. Het beeld van een hond zal altijd door de hersenen als hond worden herkend, ook al bevindt deze zich op verschillende locaties in de ruimte. Vooral bij het herkennen of begrijpen van de betekenis van objecten of gezichten speelt deze hogere (en dus meer ingewikkelde) vorm van waarneming een belangrijke rol. Daarbij werken gebieden in de hersenen die betrokken zijn bij het opslaan en bewaren van indrukken (het geheugen) nauw samen met de sensorische gebieden. Vooral de slaapkwab blijkt hierbij betrokken te zijn. Een ander voorbeeld van een meer complexe vorm van waarneming is het begrijpen van gesproken of geschreven taal. Bij bepaald hersenletsel zijn mensen niet meer in staat objecten of gezichten goed te herkennen, of taal te begrijpen, respectievelijk agnosie en afasie.

### Bewuste en onbewuste waarneming
Waarneming hoeft niet altijd gepaard te gaan met een bewuste beleving. Bij impliciete waarneming worden objecten waargenomen of geluiden gehoord (dat wil zeggen dringen zij tot de hersenen door) zonder dat men zich daarvan bewust is. Zo is ontdekt dat een woord dat heel kort wordt aangeboden (bijvoorbeeld HOND) de herkenning van een woord dat kort daarop volgt, kan beïnvloeden. Het tweede woord wordt namelijk sneller herkend als het eerste woord qua betekenis verwant is aan het tweede woord (zoals bij POES). Het eerste woord heeft de hersenen al klaargezet, dit is priming. Een ander voorbeeld van onbewuste waarneming is blindzien, waarbij patiënten met een beschadiging in hun visuele schors – het visuele projectiegebied in de hersenen – reageren op visuele prikkels die in het blinde deel van hun gezichtsveld worden aangeboden. Deze patiënten hebben geen besef van de aangeboden prikkels, maar reageren er toch op.

### Sociale perceptie
Soms wordt de term perceptie ook gebruikt bij het waarnemen en interpreteren van vormen van gedrag, processen of relatievormen die in de samenleving voorkomen. Onder sociale perceptie of interpersoonlijke perceptie valt een proces als het vormen van een mening over een ander persoon. Deze vorm van perceptie kan worden gekleurd door de eigen ervaringen, culturele achtergrond, levensgeschiedenis en persoonlijkheidskenmerken. De mening over anderen kan negatief of positief gekleurd of bevooroordeeld zijn. Soms kan een persoon als te positief worden beoordeeld op grond van zijn uiterlijk, het halo-effect.

## Waarnemingsvraagstukken

### Wat komt eerst in de waarneming?
Het lijkt logisch dat de informatiestroom van zintuigen naar de hersenen begint bij de analyse van elementaire kenmerken, en dan geleidelijk overgaat naar verwerking van meer complexe eigenschappen. Een woord kan bijvoorbeeld pas worden herkend als de meer basale kenmerken (zoals letters) eerst zijn verwerkt in de hersenen. Het leesonderwijs aan kleuters is op dit principe gebaseerd. Toch blijkt dit principe niet altijd op te gaan. Een interessant vondst uit de experimentele psychologie is het woordsuperioriteitseffect. Als proefpersonen wordt gevraagd zo snel mogelijk aan te geven met welke letter een woord begint, dan doen zij dat sneller als het een echt woord betreft (zoals AUTO) dan een nepwoord (AXHO), of zelfs als de letter los voorkomt (A). Kennelijk is het zo dat het brein al heel snel de context van de letter heeft waargenomen. De informatiestroom lijkt in dit geval eerder omgekeerd, van complex naar elementair, te lopen.

### Het bindingprobleem
Een nog niet opgelost probleem is hoe en waar in de hersenen waarneming van objecten tot stand komt, het bindingsprobleem. Hoe zijn de hersenen bijvoorbeeld in staat de elementaire kenmerken van een gezicht of een tafel zoals vorm en kleur samen te voegen tot een geheel? Vermoedelijk is het zo dat de kleinere gebiedjes (verzamelingen van zenuwcellen) in de hersenen waar elementaire kenmerken worden geanalyseerd met elkaar samenwerken, ensemblecodering. Een andere mogelijkheid, die echter minder waarschijnlijk lijkt, is dat de waarneming van het complexe object plaatsvindt in een enkele supercel, de grootmoederceltheorie.

### Waarnemen wat er niet is
Ook het omgekeerde kan optreden. Soms nemen mensen iets waar dat er niet is: de prikkel van buitenaf ontbreekt, maar men ziet, hoort of voelt toch iets. Dit kan gebeuren in de vorm van hallucinaties, die onder meer voorkomen bij het gebruik van bepaalde drugs en de ziekte schizofrenie. Een ander verschijnsel is het fantoomledemaat. Dit kan optreden na amputatie van een lichaamsdeel. Men neemt dan toch prikkels, zoals pijn, waar in het ontbrekende lichaamsdeel.

### Waarneming en handeling
Waarnemen en handelen zijn vaak aan elkaar gekoppeld. Een bekend voorbeeld is de schrikreflex, zoals het knipperen van de oogleden na een hard geluid. Een automobilist zal op de rem trappen, als een voetganger plotseling voor de auto oversteekt. Een ander voorbeeld is de geoefende tennisspeler die, net als de tegenstander de bal heeft geslagen, al weet waar de bal op zijn helft zal terechtkomen en zich daarop motorisch voorbereidt.

### Waarnemen als mentale voorstelling
Mensen zijn in staat zich een mentale voorstelling te vormen van een bepaalde scène, gezicht of omgeving, zonder dat er sprake is van een invloed van buitenaf, of prikkeling van de zintuigen. De waarneming komt dan van binnenuit: een in het geheugen opgeslagen representatie van de buitenwereld dan uit het geheugen opgediept.